# Slad
Slad je proklijala žitarica koja se rabi za proizvodnju piva, viskija te drugih alkoholnih pića.
Slad se proizvodi kontroliranim klijanjem zrna žitarica koja su prethodno natopljena u vodu. Od svih žitarica većinom se koristi ječam, no mogu se koristiti i pšenica, raž ili zob. Proizvodnja slada temelji se na enzimskoj modifikaciji škroba iz zrnja žita, pri čemu se škrob razgrađuje u jednostavnije saharide. Fermentacijom saharida nastaje konačno i alkohol. Za proizvodnju tamnoga piva slad je potrebno pržiti prije fermentacije.